# Metabole alkalose
Metabole alkalose is een te hoge pH (> 7,45) van het bloed, dat wordt veroorzaakt door een tekort aan zure of een overschot aan basische stoffen. Dit overschot of tekort kan door veel oorzaken ontstaan, zoals een stoornis in het metabolisme van cellen, het innemen van alkalische stoffen (zoals carbonaat in maagzuurremmers), of verlies van (maag)zuur door bijvoorbeeld veelvuldig braken.
Respiratoire alkalose is een andere zuur-base probleem en ontstaat wanneer door hyperventilatie (snelle, diepe ademhaling) te veel CO2 uit het bloed verwijderd wordt. De meest voorkomende oorzaak van hyperventilatie en van respiratoire alkalose is stress.

## Behandeling
Pathologische metabole alkalose kan worden behandeld door water en elektrolyten (natrium en kalium) aan te vullen en de oorzaak te behandelen. Bij zeer ernstige metabole alkalose wordt soms verdund zuur in de vorm van ammoniumchloride toegediend.